# アキーム・エイヤーズ
アキーム・クリストファー・エイヤーズ（Akeem Christopher Ayers、1989年7月10日 - ）は、元アメリカンフットボール選手。2017年までNFLのニューヨーク・ジャイアンツに所属していた。ポジションはアウトサイドラインバッカー (OLB) 。

## 経歴

### プロ入りまで
地元ロサンゼルスの高校ではディフェンシブエンド、ラインバッカー、ワイドレシーバーとしてプレーした。UCLAに進学、アウトサイドラインバッカーとして28試合に先発出場するなど、37試合に出場し、183タックル（29.5ロスタックル）、14サック、7ファンブルフォース、4ファンブルリカバー、6インターセプト、2リターンTDをあげた。
1年次の2008年には、先発3試合を含む12試合に出場し、40タックル、3サック、1ファンブルフォースをあげて、パシフィック10カンファレンスのフレッシュマンファーストチームに選ばれた。
2年次の2009年には、全13試合でストロングサイドラインバッカーとして先発出場し、大学タイ記録となるシーズン2インターセプトリターンTDをあげた。シーズン最後の4試合で30タックル、4サック、3インターセプト（1リターンTD）、1ファンブルリカバーTDをあげた。
2010年9月18日、APランク23位のヒューストン大学戦でもケイス・キーナムからのインターセプトでゴール前から77ヤードをリターンした。彼の活躍もありチームは、2008年以来となる上位ランク校を撃破した。9月25日には、敵地オースティンでのAPランク7位のテキサス大学戦でも34-12での番狂わせに重要な役割を担った。この試合で彼は1インターセプト、7タックル、1ファンブルフォース、1サックをあげた。この年彼はウォルター・キャンプフットボール財団からオールアメリカセカンドチームに選ばれるとともに、バトカス賞のファイナリスト5人の1人にも選ばれた。
3年次の2010年シーズン終了後、NFLドラフトにアーリーエントリーを行った。

### NFL入り後

#### タイタンズ時代
2011年のNFLドラフトでは当日招待された25人の1人であり、2巡目全体39位でテネシー・タイタンズから指名された。
2012年にはチームのリーディングタックラーになった他、シーズン後半9試合で6サックをあげた。
2013年8月17日のシンシナティ・ベンガルズとのプレシーズンゲームで足首を負傷し、ロッカールームにさがった。
2014年、シーズンオフに両膝の膝蓋腱を手術した。レイ・ホートンディフェンスコーディネーターの就任で、それまで4-3ディフェンスのアウトサイドラインバッカーとしてプレーして43試合に先発出場していた彼は、3-4ディフェンスに変更されたこの年、出場機会が減少し、10月21日、タイタンズはエイヤーズを翌年のドラフト7巡指名権と合わせてニューイングランド・ペイトリオッツの6巡指名権とトレードした。

#### ペイトリオッツ時代
ペイトリオッツ移籍後、2試合連続でサックを記録、9試合に出場した。ペイトリオッツはこのシーズン、第49回スーパーボウルを制した。

#### ラムズ時代
2015年3月12日、セントルイス・ラムズと2年600万ドル（300万ドルの保証）で契約を結んだ。